# Галас Василь Іванович
Василь Іванович Га́лас (нар. 13 лютого 1922, Влагово — пом. 14 квітня 1994, Вільхівка) — український гончар.

## Творчість
Створював декоративний і декоративно-ужитковий  посуд, зокрема горщики-«рябуни», глечики («товкани», «пивняки»), корчаги, «канти», блюда, тарілки, які декорував рослинним та геометричним орнаментами. Роботи виконані підполивним розписом із використанням техніки «урізу».